# Llista de monuments del districte de Montalban
Llista de monuments del districte de Montalban (Tarn i Garona) registrats com a monuments històrics, bé catalogats d'interès nacional (classé) o bé inventariats d'interès regional (inscrit).
| Monument                                                                | Prot. | Època                            | Localització                                                 | Coordenades                                              | Codi?      | Imatge |
| ----------------------------------------------------------------------- | ----- | -------------------------------- | ------------------------------------------------------------ | -------------------------------------------------------- | ---------- | --- |
| Antiga capella Saint-Jean-Baptiste                                      | Inv.  |                                  | Aucamvila                                                    | 43° 48′ 02″ N, 1° 14′ 04″ E / 43.800519°N,1.234559°E     | PA00095912 | Antiga capella Saint-Jean-Baptiste · Vegeu més fotos d'aquest monument · Carregueu una nova foto d'aquest monument                               |
| Església Saint-Martin                                                   | Inv.  | Segles XIII-XV                   | Aucamvila                                                    | 43° 48′ 10″ N, 1° 12′ 54″ E / 43.802749°N,1.215073°E     | PA00095677 | Església Saint-Martin · Vegeu més fotos d'aquest monument · Carregueu una nova foto d'aquest monument                                            |
| Antic castell                                                           | Cat.  | Segles XIV-XVI                   | Biule                                                        | 44° 05′ 20″ N, 1° 32′ 20″ E / 44.088935°N,1.538891°E     | PA00095708 | Antic castell · Vegeu més fotos d'aquest monument · Carregueu una nova foto d'aquest monument                                                    |
| Església                                                                | Inv.  | Segle XVII                       | Bolhac                                                       | 43° 50′ 34″ N, 1° 07′ 10″ E / 43.8427°N,1.119364°E       | PA00095710 | Església · Vegeu més fotos d'aquest monument · Carregueu una nova foto d'aquest monument                                                         |
| Antic pont penjat                                                       | Cat.  | Segle XX                         | Borèth                                                       | 43° 57′ 01″ N, 1° 10′ 20″ E / 43.950147°N,1.172105°E     | PA00095920 | Antic pont penjat · Vegeu més fotos d'aquest monument · Carregueu una nova foto d'aquest monument                                                |
| Maison Belaygue, casa de fusta                                          | Inv.  |                                  | Borniquèl Grande-Rue                                         | 44° 03′ 19″ N, 1° 39′ 57″ E / 44.055165°N,1.665757°E     | PA00095716 | Maison Belaygue, casa de fusta · Vegeu més fotos d'aquest monument · Carregueu una nova foto d'aquest monument                                   |
| Zona arqueològica dels quatre abrics sota roca del castell de Borniquèl | Inv.  |                                  | Borniquèl                                                    | 44° 03′ 36″ N, 1° 39′ 54″ E / 44.06°N,1.665°E            | PA82000001 | Zona arqueològica dels quatre abrics sota roca del castell de Borniquèl · Carregueu una nova foto d'aquest monument                              |
| Zona arqueològica de la gruta de Mayrière Supérieure                    | Inv.  |                                  | Borniquèl Mayrière                                           | 44° 02′ 23″ N, 1° 41′ 02″ E / 44.039772°N,1.683983°E     | PA00125618 | Carregueu una nova foto d'aquest monument |
| Forges de Caussanus                                                     | Inv.  | Segle xix                        | Borniquèl                                                    | 44° 03′ 51″ N, 1° 40′ 28″ E / 44.064081°N,1.674442°E     | PA00095915 | Forges de Caussanus · Carregueu una nova foto d'aquest monument                                                                                  |
| Casa amb anelles de ferro                                               | Inv.  | Segle XIII                       | Borniquèl                                                    | 44° 03′ 18″ N, 1° 39′ 57″ E / 44.055128°N,1.665969°E     | PA00095907 | Casa amb anelles de ferro · Vegeu més fotos d'aquest monument · Carregueu una nova foto d'aquest monument                                        |
| Casa dita Le Parlement                                                  | Inv.  | Segles XV-XVI                    | Borniquèl                                                    | 44° 03′ 20″ N, 1° 39′ 56″ E / 44.055681°N,1.665658°E     | PA00095718 | Casa dita Le Parlement · Vegeu més fotos d'aquest monument · Carregueu una nova foto d'aquest monument                                           |
| Antiga Maison dels Comtes de Fayrols                                    | Inv.  |                                  | Borniquèl                                                    | 44° 03′ 22″ N, 1° 39′ 55″ E / 44.05622°N,1.665352°E      | PA00095717 | Antiga Maison dels Comtes de Fayrols · Vegeu més fotos d'aquest monument · Carregueu una nova foto d'aquest monument                             |
| Església Saint-Maffre                                                   | Inv.  | Segle XII                        | Borniquèl                                                    | 44° 03′ 06″ N, 1° 38′ 10″ E / 44.051641°N,1.636195°E     | PA00095715 | Església Saint-Maffre · Vegeu més fotos d'aquest monument · Carregueu una nova foto d'aquest monument                                            |
| Ruïnes del castell                                                      | Cat.  |                                  | Borniquèl                                                    | 44° 03′ 21″ N, 1° 39′ 58″ E / 44.0559°N,1.6662°E         | PA00095714 | Ruïnes del castell · Vegeu més fotos d'aquest monument · Carregueu una nova foto d'aquest monument                                               |
| Castell de Cambayrac                                                    | Inv.  | Segles XVI-XVII                  | Castanet                                                     | 44° 16′ 16″ N, 1° 54′ 53″ E / 44.270987°N,1.914609°E     | PA82000014 | Castell de Cambayrac · Vegeu més fotos d'aquest monument · Carregueu una nova foto d'aquest monument                                             |
| Torre d'Arlet                                                           | Cat.  | Segle XIII                       | Cauçada place de l'Eglise                                    | 44° 09′ 39″ N, 1° 32′ 11″ E / 44.160788°N,1.536402°E     | PA00095731 | Torre d'Arlet · Vegeu més fotos d'aquest monument · Carregueu una nova foto d'aquest monument                                                    |
| Casa                                                                    | Inv.  | Segles XVIII-XIX                 | Cauçada 39 rue de la République                              | 44° 09′ 39″ N, 1° 32′ 19″ E / 44.160934°N,1.53851°E      | PA00095730 | Casa · Vegeu més fotos d'aquest monument · Carregueu una nova foto d'aquest monument                                                             |
| Granja de Labombardière                                                 | Inv.  |                                  | Cauçada                                                      | 44° 10′ 24″ N, 1° 31′ 52″ E / 44.173201°N,1.531016°E     | PA00095918 | Granja de Labombardière · Vegeu més fotos d'aquest monument · Carregueu una nova foto d'aquest monument                                          |
| Maison de la Taverne                                                    | Cat.  | Segle XIII                       | Cauçada                                                      | 44° 09′ 41″ N, 1° 32′ 15″ E / 44.161494°N,1.537598°E     | PA00095729 | Maison de la Taverne · Vegeu més fotos d'aquest monument · Carregueu una nova foto d'aquest monument                                             |
| Església                                                                | Cat.  |                                  | Cauçada                                                      | 44° 09′ 39″ N, 1° 32′ 13″ E / 44.160873°N,1.536938°E     | PA00095728 | Església · Vegeu més fotos d'aquest monument · Carregueu una nova foto d'aquest monument                                                         |
| Creu de pedra                                                           | Inv.  |                                  | Cailutz Camí de Caylus à Lassalle                            | 44° 14′ 26″ N, 1° 43′ 36″ E / 44.2406°N,1.7268°E         | PA00095732 | Carregueu una nova foto d'aquest monument |
| Colomar de Racanière                                                    | Inv.  | Segle XVII                       | Cailutz                                                      | 44° 14′ 11″ N, 1° 41′ 40″ E / 44.236346°N,1.69448°E      | PA82000025 | Colomar de Racanière · Vegeu més fotos d'aquest monument · Carregueu una nova foto d'aquest monument                                             |
| Porta de vila                                                           | Inv.  |                                  | Cailutz                                                      | 44° 14′ 09″ N, 1° 46′ 18″ E / 44.235969°N,1.771533°E     | PA00095737 | Porta de vila · Carregueu una nova foto d'aquest monument                                                                                        |
| Maison des Loups                                                        | Cat.  | Segle XIII                       | Cailutz                                                      | 44° 14′ 10″ N, 1° 46′ 17″ E / 44.236058°N,1.771506°E     | PA00095736 | Maison des Loups · Vegeu més fotos d'aquest monument · Carregueu una nova foto d'aquest monument                                                 |
| Llotja                                                                  | Cat.  |                                  | Cailutz                                                      | 44° 14′ 10″ N, 1° 46′ 10″ E / 44.235991°N,1.769411°E     | PA00095735 | Llotja · Vegeu més fotos d'aquest monument · Carregueu una nova foto d'aquest monument                                                           |
| Església Saint-Jean-Baptiste                                            | Cat.  |                                  | Cailutz                                                      | 44° 14′ 09″ N, 1° 46′ 18″ E / 44.235886°N,1.771668°E     | PA00095734 | Església Saint-Jean-Baptiste · Vegeu més fotos d'aquest monument · Carregueu una nova foto d'aquest monument                                     |
| Antiga església Saint-Amans-le-Vieux                                    | Cat.  | Segle XVI                        | Cailutz                                                      | 44° 13′ 16″ N, 1° 46′ 22″ E / 44.2211°N,1.7729°E         | PA00095733 | Carregueu una nova foto d'aquest monument |
| Molí de Bellerive                                                       | Inv.  | Segle XVIII                      | Cairac Bellerive                                             | 44° 06′ 33″ N, 1° 28′ 55″ E / 44.109191°N,1.481947°E     | PA00095908 | Molí de Bellerive · Vegeu més fotos d'aquest monument · Carregueu una nova foto d'aquest monument                                                |
| Maison de Laparre de Saint-Sernin                                       | Inv.  | Segle XVIII                      | Diupentala 2 rue Cap-del-Barry                               | 43° 51′ 39″ N, 1° 16′ 03″ E / 43.860855°N,1.267454°E     | PA82000016 | Maison de Laparre de Saint-Sernin · Carregueu una nova foto d'aquest monument                                                                    |
| Església Saint-Martin de Cas                                            | Inv.  | Segle XI                         | Espinàs                                                      | 44° 12′ 01″ N, 1° 46′ 18″ E / 44.200145°N,1.771532°E     | PA82000026 | Església Saint-Martin de Cas · Vegeu més fotos d'aquest monument · Carregueu una nova foto d'aquest monument                                     |
| Colomar de Cas                                                          | Inv.  |                                  | Espinàs                                                      | 44° 12′ 02″ N, 1° 46′ 20″ E / 44.200601°N,1.772195°E     | PA00095747 | Colomar de Cas · Vegeu més fotos d'aquest monument · Carregueu una nova foto d'aquest monument                                                   |
| Graner de Cas                                                           | Inv.  | Segle XVII                       | Espinàs                                                      | 44° 12′ 02″ N, 1° 46′ 20″ E / 44.200547°N,1.772259°E     | PA00095746 | Graner de Cas · Vegeu més fotos d'aquest monument · Carregueu una nova foto d'aquest monument                                                    |
| Castell de Cas                                                          | Inv.  | Segles XV-XVII                   | Espinàs                                                      | 44° 12′ 01″ N, 1° 46′ 18″ E / 44.200346°N,1.771698°E     | PA00095745 | Castell de Cas · Vegeu més fotos d'aquest monument · Carregueu una nova foto d'aquest monument                                                   |
| Castell de Pérignon                                                     | Inv.  | Segle xix                        | Finhan                                                       | 43° 54′ 56″ N, 1° 13′ 23″ E / 43.91557°N,1.222942°E      | PA82000007 | Carregueu una nova foto d'aquest monument |
| Església                                                                | Cat.  | Segle XVIII                      | Finhan                                                       | 43° 54′ 45″ N, 1° 13′ 12″ E / 43.912637°N,1.219912°E     | PA00095749 | Església · Vegeu més fotos d'aquest monument · Carregueu una nova foto d'aquest monument                                                         |
| Castell                                                                 | Inv.  | Segles XIII-XIV                  | Fenairòls                                                    | 44° 07′ 48″ N, 1° 49′ 14″ E / 44.130111°N,1.820684°E     | PA00095748 | Castell · Carregueu una nova foto d'aquest monument                                                                                              |
| Ruïnes del castell de Pervinquières                                     | Inv.  |                                  | Ginalhs                                                      | 44° 13′ 47″ N, 1° 53′ 42″ E / 44.229735°N,1.894945°E     | PA00095751 | Ruïnes del castell de Pervinquières · Vegeu més fotos d'aquest monument · Carregueu una nova foto d'aquest monument                              |
| Antiga abadia de Beaulieu                                               | Inv.  | Segle XIII                       | Ginalhs                                                      | 44° 12′ 37″ N, 1° 51′ 13″ E / 44.210205°N,1.853689°E     | PA00095750 | Antiga abadia de Beaulieu · Vegeu més fotos d'aquest monument · Carregueu una nova foto d'aquest monument                                        |
| Museu Jean de Comère                                                    | Inv.  | Segle XV                         | Grisòlas rue Jean-Jaurès                                     | 43° 49′ 40″ N, 1° 17′ 41″ E / 43.827712°N,1.294687°E     | PA00095756 | Museu Jean de Comère · Carregueu una nova foto d'aquest monument                                                                                 |
| Església                                                                | Inv.  | Segle XIII                       | Grisòlas                                                     | 43° 49′ 41″ N, 1° 17′ 42″ E / 43.827987°N,1.295109°E     | PA00095755 | Església · Vegeu més fotos d'aquest monument · Carregueu una nova foto d'aquest monument                                                         |
| Colomar des Templiers                                                   | Inv.  |                                  | La Capèla de Libron                                          | 44° 16′ 06″ N, 1° 47′ 10″ E / 44.268309°N,1.786112°E     | PA00095761 | Colomar des Templiers · Carregueu una nova foto d'aquest monument                                                                                |
| Casa del segle xv                                                       | Inv.  | Segle XV                         | La Capèla de Libron                                          | 44° 16′ 00″ N, 1° 47′ 38″ E / 44.26679°N,1.79385°E       | PA00095760 | Carregueu una nova foto d'aquest monument |
| Llotja                                                                  | Cat.  | Segle XVI                        | La Capèla de Libron                                          | 44° 16′ 00″ N, 1° 47′ 04″ E / 44.266551°N,1.784486°E     | PA00095759 | Llotja · Vegeu més fotos d'aquest monument · Carregueu una nova foto d'aquest monument                                                           |
| Antiga capella des Templiers                                            | Cat.  |                                  | La Capèla de Libron                                          | 44° 16′ 01″ N, 1° 47′ 06″ E / 44.266971°N,1.784936°E     | PA00095758 | Antiga capella des Templiers · Vegeu més fotos d'aquest monument · Carregueu una nova foto d'aquest monument                                     |
| Capella Notre-Dame-des-Grâces                                           | Cat.  |                                  | La Capèla de Libron                                          | 44° 15′ 44″ N, 1° 46′ 54″ E / 44.262231°N,1.781745°E     | PA00095757 | Capella Notre-Dame-des-Grâces · Vegeu més fotos d'aquest monument · Carregueu una nova foto d'aquest monument                                    |
| Castell de Verlhaget                                                    | Inv.  | Segle XVIII                      | La Cort de Sent Pèire                                        | 43° 59′ 17″ N, 1° 18′ 08″ E / 43.988102°N,1.302212°E     | PA00095766 | Carregueu una nova foto d'aquest monument |
| Església de Lapeyrouse                                                  | Inv.  | Segle xix                        | La Francesa                                                  | 44° 08′ 14″ N, 1° 13′ 33″ E / 44.137355°N,1.225748°E     | PA00095921 | Església de Lapeyrouse · Vegeu més fotos d'aquest monument · Carregueu una nova foto d'aquest monument                                           |
| Antiga abadia de Francou                                                | Inv.  | Segles XII-XIII                  | La Francesa Francou                                          | 44° 09′ 17″ N, 1° 15′ 18″ E / 44.154779°N,1.254933°E     | PA00095768 | Carregueu una nova foto d'aquest monument |
| Església du Rouzet                                                      | Inv.  |                                  | La Francesa La Croix-Blanche                                 | 44° 09′ 28″ N, 1° 16′ 06″ E / 44.157665°N,1.268347°E     | PA00095767 | Església du Rouzet · Modifica el valor a Wikidata · Carregueu una nova foto d'aquest monument                                                    |
| Església de Puech-Mignon                                                | Inv.  | Segle XVII                       | La Guépia                                                    | 44° 09′ 37″ N, 1° 55′ 42″ E / 44.16021°N,1.928204°E      | PA82000002 | Església de Puech-Mignon · Vegeu més fotos d'aquest monument · Carregueu una nova foto d'aquest monument                                         |
| Castell d'Ardus                                                         | Cat.  | Segle XVIII                      | La Mòta e Capdevila                                          | 44° 04′ 30″ N, 1° 22′ 20″ E / 44.075017°N,1.372322°E     | PA00095769 | Castell d'Ardus · Vegeu més fotos d'aquest monument · Carregueu una nova foto d'aquest monument                                                  |
| Castell de Frescati                                                     | Inv.  | Segle XVIII                      | Le Mas Granièr Rue du Château                                | 43° 53′ 23″ N, 1° 11′ 53″ E / 43.88964°N,1.197967°E      | PA00095781 | Carregueu una nova foto d'aquest monument |
| Església Notre-Dame-des Misères                                         | Inv.  | Segle XVI                        | Mirabèl                                                      | 44° 08′ 18″ N, 1° 26′ 04″ E / 44.138462°N,1.434353°E     | PA00095784 | Església Notre-Dame-des Misères · Vegeu més fotos d'aquest monument · Carregueu una nova foto d'aquest monument                                  |
| Antiga abadia de la Garde-Dieu                                          | Inv.  |                                  | Mirabèl                                                      | 44° 10′ 17″ N, 1° 24′ 58″ E / 44.171449°N,1.416184°E     | PA00095783 | Carregueu una nova foto d'aquest monument |
| Antiga església Saint-Nazaire                                           | Inv.  | Segles XII-XVII                  | Molièras Saint-Nazaire                                       | 44° 12′ 39″ N, 1° 25′ 51″ E / 44.210859°N,1.430906°E     | PA00095794 | Antiga església Saint-Nazaire · Vegeu més fotos d'aquest monument · Carregueu una nova foto d'aquest monument                                    |
| Hôtel Le Franc de Pompignan                                             | Cat.  | Segle XVII                       | Montalban 10 rue Armand-Cambon                               | 44° 01′ 06″ N, 1° 21′ 09″ E / 44.018417°N,1.352472°E     | PA00095804 | Hôtel Le Franc de Pompignan · Vegeu més fotos d'aquest monument · Carregueu una nova foto d'aquest monument                                      |
| Hospici                                                                 | Inv.  | Segle XVII                       | Montalban 8 rue du Docteur-Alibert                           | 44° 01′ 19″ N, 1° 21′ 02″ E / 44.021917°N,1.350639°E     | PA00095802 | Carregueu una nova foto d'aquest monument |
| Monument als morts de la guerra de 1914-1918                            | Inv.  | Segle XX                         | Montalban cours Foucault                                     | 44° 01′ 22″ N, 1° 20′ 36″ E / 44.022694°N,1.343417°E     | PA82000011 | Monument als morts de la guerra de 1914-1918 · Vegeu més fotos d'aquest monument · Carregueu una nova foto d'aquest monument                     |
| Edifici                                                                 | Inv.  | Segle XVIII                      | Montalban 15 rue du Général-Sarrail                          | 44° 00′ 54″ N, 1° 20′ 51″ E / 44.014944°N,1.3475°E       | PA00095806 | Edifici · Vegeu més fotos d'aquest monument · Carregueu una nova foto d'aquest monument                                                          |
| Antic mercat de Villebourbon                                            | Inv.  | Segle XX                         | Montalban place Lalaque                                      | 44° 00′ 57″ N, 1° 20′ 39″ E / 44.015944°N,1.344111°E     | PA82000012 | Antic mercat de Villebourbon · Vegeu més fotos d'aquest monument · Carregueu una nova foto d'aquest monument                                     |
| Antic Col·legi des Jésuites                                             | Cat.  |                                  | Montalban rue de Lixes                                       | 44° 01′ 04″ N, 1° 21′ 23″ E / 44.017889°N,1.356389°E     | PA00095800 | Antic Col·legi des Jésuites · Vegeu més fotos d'aquest monument · Carregueu una nova foto d'aquest monument                                      |
| Edifici                                                                 | Cat.  |                                  | Montalban 1 place Nationale                                  | 44° 01′ 03″ N, 1° 21′ 13″ E / 44.017631°N,1.353703°E     | PA00095807 | Edifici · Vegeu més fotos d'aquest monument · Carregueu una nova foto d'aquest monument                                                          |
| Edifici                                                                 | Cat.  |                                  | Montalban 2 place Nationale                                  | 44° 01′ 04″ N, 1° 21′ 13″ E / 44.017678°N,1.35374°E      | PA00095808 | Edifici · Vegeu més fotos d'aquest monument · Carregueu una nova foto d'aquest monument                                                          |
| Edifici                                                                 | Cat.  |                                  | Montalban 3 place Nationale                                  | 44° 01′ 04″ N, 1° 21′ 14″ E / 44.017741°N,1.353769°E     | PA00095809 | Edifici · Vegeu més fotos d'aquest monument · Carregueu una nova foto d'aquest monument                                                          |
| Edifici                                                                 | Cat.  |                                  | Montalban 4 place Nationale                                  | 44° 01′ 04″ N, 1° 21′ 14″ E / 44.017815°N,1.353802°E     | PA00095810 | Edifici · Vegeu més fotos d'aquest monument · Carregueu una nova foto d'aquest monument                                                          |
| Edifici                                                                 | Cat.  |                                  | Montalban 5 place Nationale                                  | 44° 01′ 04″ N, 1° 21′ 14″ E / 44.017892°N,1.353835°E     | PA00095811 | Edifici · Vegeu més fotos d'aquest monument · Carregueu una nova foto d'aquest monument                                                          |
| Edifici                                                                 | Cat.  |                                  | Montalban 6 place Nationale                                  | 44° 01′ 05″ N, 1° 21′ 14″ E / 44.017973°N,1.353889°E     | PA00095812 | Edifici · Vegeu més fotos d'aquest monument · Carregueu una nova foto d'aquest monument                                                          |
| Edifici                                                                 | Cat.  |                                  | Montalban 7 place Nationale                                  | 44° 01′ 05″ N, 1° 21′ 15″ E / 44.017973°N,1.354062°E     | PA00095813 | Edifici · Vegeu més fotos d'aquest monument · Carregueu una nova foto d'aquest monument                                                          |
| Edifici                                                                 | Cat.  |                                  | Montalban 8 place Nationale                                  | 44° 01′ 05″ N, 1° 21′ 15″ E / 44.017925°N,1.354228°E     | PA00095814 | Edifici · Vegeu més fotos d'aquest monument · Carregueu una nova foto d'aquest monument                                                          |
| Edifici                                                                 | Cat.  |                                  | Montalban 9 place Nationale                                  | 44° 01′ 04″ N, 1° 21′ 16″ E / 44.017898°N,1.354306°E     | PA00095815 | Edifici · Carregueu una nova foto d'aquest monument                                                                                              |
| Edifici                                                                 | Cat.  |                                  | Montalban 10 place Nationale                                 | 44° 01′ 04″ N, 1° 21′ 16″ E / 44.017871°N,1.354422°E     | PA00095816 | Edifici · Vegeu més fotos d'aquest monument · Carregueu una nova foto d'aquest monument                                                          |
| Edifici                                                                 | Cat.  |                                  | Montalban 11 place Nationale                                 | 44° 01′ 04″ N, 1° 21′ 16″ E / 44.017821°N,1.354575°E     | PA00095817 | Edifici · Vegeu més fotos d'aquest monument · Carregueu una nova foto d'aquest monument                                                          |
| Edifici                                                                 | Cat.  |                                  | Montalban 12 place Nationale                                 | 44° 01′ 04″ N, 1° 21′ 17″ E / 44.017648°N,1.354716°E     | PA00095818 | Edifici · Vegeu més fotos d'aquest monument · Carregueu una nova foto d'aquest monument                                                          |
| Edifici                                                                 | Cat.  |                                  | Montalban 14 place Nationale                                 | 44° 01′ 03″ N, 1° 21′ 17″ E / 44.017506°N,1.35467°E      | PA00095819 | Edifici · Vegeu més fotos d'aquest monument · Carregueu una nova foto d'aquest monument                                                          |
| Edifici                                                                 | Cat.  |                                  | Montalban 15 place Nationale                                 | 44° 01′ 03″ N, 1° 21′ 17″ E / 44.017443°N,1.354646°E     | PA00095820 | Edifici · Vegeu més fotos d'aquest monument · Carregueu una nova foto d'aquest monument                                                          |
| Edifici                                                                 | Cat.  |                                  | Montalban 16 place Nationale                                 | 44° 01′ 03″ N, 1° 21′ 17″ E / 44.01739°N,1.354629°E      | PA00095821 | Edifici · Carregueu una nova foto d'aquest monument                                                                                              |
| Edifici                                                                 | Cat.  |                                  | Montalban 17 place Nationale                                 | 44° 01′ 02″ N, 1° 21′ 17″ E / 44.017327°N,1.354604°E     | PA00095822 | Edifici · Carregueu una nova foto d'aquest monument                                                                                              |
| Edifici                                                                 | Cat.  |                                  | Montalban 18 place Nationale                                 | 44° 01′ 02″ N, 1° 21′ 17″ E / 44.0173°N,1.354588°E       | PA00095823 | Carregueu una nova foto d'aquest monument |
| Edifici                                                                 | Cat.  |                                  | Montalban 19 place Nationale                                 | 44° 01′ 02″ N, 1° 21′ 16″ E / 44.01725°N,1.354575°E      | PA00095824 | Carregueu una nova foto d'aquest monument |
| Edifici                                                                 | Cat.  |                                  | Montalban 20 place Nationale                                 | 44° 01′ 02″ N, 1° 21′ 16″ E / 44.017181°N,1.354439°E     | PA00095825 | Carregueu una nova foto d'aquest monument |
| Edifici                                                                 | Cat.  |                                  | Montalban 21 place Nationale                                 | 44° 01′ 02″ N, 1° 21′ 16″ E / 44.017223°N,1.35436°E      | PA00095826 | Edifici · Vegeu més fotos d'aquest monument · Carregueu una nova foto d'aquest monument                                                          |
| Edifici                                                                 | Cat.  |                                  | Montalban 22 place Nationale                                 | 44° 01′ 02″ N, 1° 21′ 15″ E / 44.017259°N,1.354273°E     | PA00095827 | Edifici · Vegeu més fotos d'aquest monument · Carregueu una nova foto d'aquest monument                                                          |
| Edifici                                                                 | Cat.  |                                  | Montalban 23 place Nationale                                 | 44° 01′ 02″ N, 1° 21′ 15″ E / 44.017292°N,1.354195°E     | PA00095828 | Edifici · Carregueu una nova foto d'aquest monument                                                                                              |
| Edifici                                                                 | Cat.  |                                  | Montalban 24 place Nationale                                 | 44° 01′ 02″ N, 1° 21′ 15″ E / 44.017348°N,1.354058°E     | PA00095829 | Carregueu una nova foto d'aquest monument |
| Edifici                                                                 | Cat.  |                                  | Montalban 25 place Nationale                                 | 44° 01′ 03″ N, 1° 21′ 14″ E / 44.017407°N,1.35393°E      | PA00095830 | Edifici · Vegeu més fotos d'aquest monument · Carregueu una nova foto d'aquest monument                                                          |
| Edifici                                                                 | Cat.  |                                  | Montalban 26 place Nationale                                 | 44° 01′ 03″ N, 1° 21′ 14″ E / 44.017431°N,1.353856°E     | PA00095831 | Edifici · Vegeu més fotos d'aquest monument · Carregueu una nova foto d'aquest monument                                                          |
| Castell de Riblaye                                                      | Inv.  | Segle XVII                       | Montalban 570 chemin de la Riblaye                           | 43° 59′ 23″ N, 1° 23′ 58″ E / 43.989722°N,1.3995°E       | PA82000022 | Carregueu una nova foto d'aquest monument |
| Hôtel de Bar                                                            | Cat.  | Segle XV                         | Montalban 43 rue de la République                            | 44° 01′ 01″ N, 1° 21′ 12″ E / 44.017083°N,1.353222°E     | PA00095803 | Hôtel de Bar · Vegeu més fotos d'aquest monument · Carregueu una nova foto d'aquest monument                                                     |
| Casa daurada                                                            | Inv.  | Segle xix                        | Montalban 41 grand'rue Villenouvelle; 62 rue Emile-Pouvillon | 44° 01′ 15″ N, 1° 21′ 20″ E / 44.020722°N,1.355444°E     | PA00095832 | Carregueu una nova foto d'aquest monument |
| Pont Neuf                                                               | Inv.  | Segle XX                         | Montalban                                                    | 44° 00′ 51″ N, 1° 20′ 58″ E / 44.014028°N,1.349333°E     | PA82000013 | Pont Neuf · Vegeu més fotos d'aquest monument · Carregueu una nova foto d'aquest monument                                                        |
| Colomar del Ramier Maleville                                            | Inv.  | Segle XVIII                      | Montalban                                                    | 44° 01′ 14″ N, 1° 24′ 07″ E / 44.02059188°N,1.40197134°E | PA00095909 | Carregueu una nova foto d'aquest monument |
| Temple des Carmes, antiga capella des Carmes                            | Cat.  | Segle XVII                       | Montalban 2 Grand-rue Sapiac                                 | 44° 00′ 56″ N, 1° 21′ 10″ E / 44.015528°N,1.352889°E     | PA00095835 | Temple des Carmes, antiga capella des Carmes · Vegeu més fotos d'aquest monument · Carregueu una nova foto d'aquest monument                     |
| Antic Pont                                                              | Cat.  |                                  | Montalban                                                    | 44° 01′ 01″ N, 1° 21′ 01″ E / 44.017°N,1.350222°E        | PA00095834 | Antic Pont · Vegeu més fotos d'aquest monument · Carregueu una nova foto d'aquest monument                                                       |
| Place Nationale                                                         | Cat.  |                                  | Montalban place Nationale                                    | 44° 01′ 04″ N, 1° 21′ 15″ E / 44.017694°N,1.354111°E     | PA00095833 | Place Nationale · Vegeu més fotos d'aquest monument · Carregueu una nova foto d'aquest monument                                                  |
| Antic palau episcopal, antic Ajuntament, actualment museu Ingres        | Cat.  | Segle XVII                       | Montalban 19 rue de l'Hôtel-de-Ville                         | 44° 01′ 01″ N, 1° 21′ 06″ E / 44.016944°N,1.351778°E     | PA00095805 | Antic palau episcopal, antic Ajuntament, actualment museu Ingres · Vegeu més fotos d'aquest monument · Carregueu una nova foto d'aquest monument |
| Església Saint-Jacques                                                  | Cat.  | Segles XIII-XV                   | Montalban                                                    | 44° 01′ 04″ N, 1° 21′ 10″ E / 44.017667°N,1.352667°E     | PA00095801 | Església Saint-Jacques · Vegeu més fotos d'aquest monument · Carregueu una nova foto d'aquest monument                                           |
| Catedral                                                                | Cat.  | Segles XVII-XVIII                | Montalban rue Notre-Dame                                     | 44° 00′ 56″ N, 1° 21′ 18″ E / 44.0155°N,1.355°E          | PA00095799 | Catedral · Carregueu una nova foto d'aquest monument                                                                                             |
| Antiga abadia de Montauriol                                             | Cat.  |                                  | Montalban jardin de l'Évêque                                 | 44° 00′ 37″ N, 1° 21′ 28″ E / 44.010222°N,1.357889°E     | PA00095798 | Antiga abadia de Montauriol · Carregueu una nova foto d'aquest monument                                                                          |
| Colomar de Saint-Cry                                                    | Inv.  | Segle XVIII                      | Montuèg                                                      | 43° 56′ 22″ N, 1° 12′ 45″ E / 43.939425°N,1.212421°E     | PA00095837 | Colomar de Saint-Cry · Vegeu més fotos d'aquest monument · Carregueu una nova foto d'aquest monument                                             |
| Església Notre-Dame de la Visitation                                    | Cat.  | Segle XIV                        | Montuèg                                                      | 43° 57′ 25″ N, 1° 13′ 51″ E / 43.957048°N,1.230966°E     | PA00095836 | Església Notre-Dame de la Visitation · Vegeu més fotos d'aquest monument · Carregueu una nova foto d'aquest monument                             |
| Porta de vila                                                           | Cat.  | Segle XIV                        | Montpesat de Carcin                                          | 44° 14′ 18″ N, 1° 28′ 34″ E / 44.238357°N,1.476066°E     | PA00095843 | Porta de vila · Vegeu més fotos d'aquest monument · Carregueu una nova foto d'aquest monument                                                    |
| Casal de la Borde des Prés                                              | Inv.  | Segle XIV                        | Montpesat de Carcin                                          | 44° 16′ 18″ N, 1° 28′ 13″ E / 44.271576°N,1.470316°E     | PA00095842 | Carregueu una nova foto d'aquest monument |
| Església de Saux                                                        | Cat.  | Segles XIV-XV                    | Montpesat de Carcin                                          | 44° 15′ 42″ N, 1° 27′ 20″ E / 44.261649°N,1.455454°E     | PA00095841 | Església de Saux · Carregueu una nova foto d'aquest monument                                                                                     |
| Església du Pilou                                                       | Inv.  | Segle XV                         | Montpesat de Carcin                                          | 44° 15′ 42″ N, 1° 30′ 12″ E / 44.261595°N,1.503288°E     | PA00095840 | Església du Pilou · Carregueu una nova foto d'aquest monument                                                                                    |
| Antic convent des Ursulines                                             | Inv.  |                                  | Montpesat de Carcin                                          | 44° 14′ 20″ N, 1° 28′ 42″ E / 44.238947°N,1.478239°E     | PA00095839 | Antic convent des Ursulines · Carregueu una nova foto d'aquest monument                                                                          |
| Col·legiata Saint-Martin i cases adosades                               | Inv.  | Segles XIII-XV                   | Montpesat de Carcin                                          | 44° 14′ 12″ N, 1° 28′ 46″ E / 44.236624°N,1.479325°E     | PA00095838 | Col·legiata Saint-Martin i cases adosades · Vegeu més fotos d'aquest monument · Carregueu una nova foto d'aquest monument                        |
| Església                                                                | Cat.  |                                  | Montricós                                                    | 44° 04′ 32″ N, 1° 37′ 06″ E / 44.075516°N,1.618265°E     | PA00095845 | Església · Vegeu més fotos d'aquest monument · Carregueu una nova foto d'aquest monument                                                         |
| Torre de l'homenatge                                                    | Inv.  |                                  | Montricós                                                    | 44° 04′ 36″ N, 1° 37′ 13″ E / 44.0767°N,1.6203°E         | PA00095844 | Torre de l'homenatge · Vegeu més fotos d'aquest monument · Carregueu una nova foto d'aquest monument                                             |
| Església St-Sernin                                                      | Cat.  |                                  | Noïc                                                         | 43° 53′ 34″ N, 1° 26′ 13″ E / 43.892837°N,1.436933°E     | PA00095847 | Església St-Sernin · Vegeu més fotos d'aquest monument · Carregueu una nova foto d'aquest monument                                               |
| Església Saint-Pierre-ès-Liens                                          | Cat.  | Segle XV                         | Negrapelissa                                                 | 44° 04′ 32″ N, 1° 31′ 21″ E / 44.0756°N,1.5226°E         | PA82000008 | Església Saint-Pierre-ès-Liens · Vegeu més fotos d'aquest monument · Carregueu una nova foto d'aquest monument                                   |
| Temple protestant                                                       | Cat.  | Segle xix                        | Negrapelissa                                                 | 44° 04′ 32″ N, 1° 31′ 15″ E / 44.075582°N,1.520801°E     | PA00095913 | Temple protestant · Vegeu més fotos d'aquest monument · Carregueu una nova foto d'aquest monument                                                |
| Castell                                                                 | Inv.  | Segle XIII                       | Negrapelissa                                                 | 44° 04′ 37″ N, 1° 31′ 25″ E / 44.076857°N,1.523527°E     | PA00095910 | Castell · Vegeu més fotos d'aquest monument · Carregueu una nova foto d'aquest monument                                                          |
| Antiga església de Tisseyrolles                                         | Inv.  | Segle XV                         | Parisòt                                                      | 44° 15′ 20″ N, 1° 50′ 20″ E / 44.255578°N,1.838788°E     | PA00095849 | Antiga església de Tisseyrolles · Vegeu més fotos d'aquest monument · Carregueu una nova foto d'aquest monument                                  |
| Castell de Labro                                                        | Inv.  | Segles XIV-XV                    | Parisòt                                                      | 44° 15′ 14″ N, 1° 52′ 00″ E / 44.254018°N,1.866801°E     | PA00095848 | Castell de Labro · Vegeu més fotos d'aquest monument · Carregueu una nova foto d'aquest monument                                                 |
| Església Saint-Félix                                                    | Inv.  | Segles XIV-XVI                   | Picacòs                                                      | 44° 05′ 53″ N, 1° 19′ 08″ E / 44.098137°N,1.318753°E     | PA00095917 | Església Saint-Félix · Vegeu més fotos d'aquest monument · Carregueu una nova foto d'aquest monument                                             |
| Castell                                                                 | Inv.  | Segles XV-XVII                   | Picacòs                                                      | 44° 06′ 06″ N, 1° 18′ 57″ E / 44.1018°N,1.315797°E       | PA00095851 | Castell · Vegeu més fotos d'aquest monument · Carregueu una nova foto d'aquest monument                                                          |
| Antic castell dels marquesos de Pompinhan                               | Inv.  | Segle XVIII                      | Pompinhan                                                    | 43° 49′ 01″ N, 1° 18′ 47″ E / 43.817057°N,1.313123°E     | PA00095853 | Antic castell dels marquesos de Pompinhan · Vegeu més fotos d'aquest monument · Carregueu una nova foto d'aquest monument                        |
| Església Saint-Jacques                                                  | Inv.  |                                  | Puèg la Ròca                                                 | 44° 15′ 00″ N, 1° 36′ 37″ E / 44.250077°N,1.610176°E     | PA00095855 | Església Saint-Jacques · Vegeu més fotos d'aquest monument · Carregueu una nova foto d'aquest monument                                           |
| Capella Saint-Symphorien i presbiteri                                   | Inv.  | Segles XII-XIV                   | Puèg la Ròca                                                 | 44° 13′ 57″ N, 1° 40′ 51″ E / 44.232401°N,1.680789°E     | PA00095854 | Capella Saint-Symphorien i presbiteri · Carregueu una nova foto d'aquest monument                                                                |
| Castell                                                                 | Inv.  | Segles XIII-XVII                 | Reinièrs                                                     | 43° 54′ 57″ N, 1° 23′ 43″ E / 43.91597°N,1.395352°E      | PA00095859 | Castell · Vegeu més fotos d'aquest monument · Carregueu una nova foto d'aquest monument                                                          |
| Domaine de Contines de Las Barros                                       | Inv.  | Segle xix                        | Realvila route de Paris                                      | 44° 08′ 06″ N, 1° 29′ 57″ E / 44.134991°N,1.499151°E     | PA82000010 | Carregueu una nova foto d'aquest monument |
| Place Nationale                                                         | Inv.  |                                  | Realvila                                                     | 44° 06′ 50″ N, 1° 28′ 45″ E / 44.114021°N,1.47924°E      | PA00095858 | Place Nationale · Vegeu més fotos d'aquest monument · Carregueu una nova foto d'aquest monument                                                  |
| Colomar                                                                 | Inv.  | Segle XVII                       | Realvila                                                     | 44° 06′ 33″ N, 1° 30′ 24″ E / 44.109145°N,1.506659°E     | PA00095857 | Carregueu una nova foto d'aquest monument |
| Castell de Lastours                                                     | Inv.  | Segles XVII-XVIII                | Realvila                                                     | 44° 08′ 05″ N, 1° 28′ 49″ E / 44.134826°N,1.48032°E      | PA00095856 | Carregueu una nova foto d'aquest monument |
| Molí d'oli de nou                                                       | Cat.  | Segles XV-XIX                    | Sent Antonin place du Bessarel                               | 44° 09′ 06″ N, 1° 45′ 17″ E / 44.151789°N,1.754763°E     | PA00095876 | Carregueu una nova foto d'aquest monument |
| Maison de l'Ave-Maria                                                   | Inv.  |                                  | Sent Antonin rue des Carmes                                  | 44° 09′ 02″ N, 1° 45′ 26″ E / 44.150665°N,1.75717°E      | PA00095872 | Maison de l'Ave-Maria · Vegeu més fotos d'aquest monument · Carregueu una nova foto d'aquest monument                                            |
| Maison Le Maréchal                                                      | Cat.  | Segle XIII                       | Sent Antonin rue Cayssac                                     | 44° 09′ 07″ N, 1° 45′ 23″ E / 44.151945°N,1.756318°E     | PA00095919 | Maison Le Maréchal · Vegeu més fotos d'aquest monument · Carregueu una nova foto d'aquest monument                                               |
| Casa del segle xiv                                                      | Inv.  | Segle XIV                        | Sent Antonin rue des Grandes-Boucheries                      | 44° 09′ 03″ N, 1° 45′ 17″ E / 44.150972°N,1.75486°E      | PA00095874 | Casa del segle xiv · Vegeu més fotos d'aquest monument · Carregueu una nova foto d'aquest monument                                               |
| Caserna des Anglais                                                     | Inv.  | Segles XV-XVI                    | Sent Antonin rue Guilhem-Peyré                               | 44° 09′ 06″ N, 1° 45′ 22″ E / 44.151783°N,1.756192°E     | PA00095866 | Caserna des Anglais · Vegeu més fotos d'aquest monument · Carregueu una nova foto d'aquest monument                                              |
| Antic priorat de Costejean                                              | Inv.  |                                  | Sent Antonin                                                 | 44° 10′ 17″ N, 1° 44′ 41″ E / 44.171404°N,1.74462°E      | PA00095877 | Antic priorat de Costejean · Carregueu una nova foto d'aquest monument                                                                           |
| Casa                                                                    | Inv.  | Gal·loromà                       | Sent Antonin Rue du Pont-des-Vierges                         | 44° 09′ 08″ N, 1° 45′ 20″ E / 44.152324°N,1.755489°E     | PA00095875 | Carregueu una nova foto d'aquest monument |
| Maison Leris                                                            | Inv.  | Segle XV                         | Sent Antonin                                                 | 44° 09′ 06″ N, 1° 45′ 24″ E / 44.151582°N,1.756619°E     | PA00095873 | Maison Leris · Vegeu més fotos d'aquest monument · Carregueu una nova foto d'aquest monument                                                     |
| Maison de l'Amour                                                       | Cat.  |                                  | Sent Antonin                                                 | 44° 09′ 09″ N, 1° 45′ 20″ E / 44.152531°N,1.755684°E     | PA00095871 | Maison de l'Amour · Vegeu més fotos d'aquest monument · Carregueu una nova foto d'aquest monument                                                |
| Maison Muratet                                                          | Cat.  | Segles XIII-XV                   | Sent Antonin                                                 | 44° 09′ 07″ N, 1° 45′ 24″ E / 44.151994°N,1.756537°E     | PA00095870 | Maison Muratet · Vegeu més fotos d'aquest monument · Carregueu una nova foto d'aquest monument                                                   |
| Antic Ajuntament                                                        | Cat.  |                                  | Sent Antonin                                                 | 44° 09′ 07″ N, 1° 45′ 24″ E / 44.151852°N,1.75656°E      | PA00095869 | Antic Ajuntament · Vegeu més fotos d'aquest monument · Carregueu una nova foto d'aquest monument                                                 |
| Jaciment prehistòric de Fontalès                                        | Cat.  | Prehistòria; Paleolític superior | Sent Antonin Fontalès; Roudanezo                             | 44° 08′ 55″ N, 1° 44′ 42″ E / 44.148732°N,1.745092°E     | PA00095868 | Jaciment prehistòric de Fontalès · Vegeu més fotos d'aquest monument · Carregueu una nova foto d'aquest monument                                 |
| Creu del mercat                                                         | Inv.  |                                  | Sent Antonin                                                 | 44° 09′ 06″ N, 1° 45′ 24″ E / 44.151695°N,1.756761°E     | PA00095867 | Creu del mercat · Vegeu més fotos d'aquest monument · Carregueu una nova foto d'aquest monument                                                  |
| Església                                                                | Inv.  | Segles XVI-XVII                  | Sent Porquièr                                                | 44° 00′ 16″ N, 1° 10′ 40″ E / 44.004403°N,1.177903°E     | PA00095886 | Església · Vegeu més fotos d'aquest monument · Carregueu una nova foto d'aquest monument                                                         |
| Casa renaixentista                                                      | Inv.  |                                  | Sent Sardòs                                                  | 43° 53′ 58″ N, 1° 08′ 01″ E / 43.899408°N,1.133613°E     | PA00095888 | Carregueu una nova foto d'aquest monument |
| Església                                                                | Cat.  |                                  | Sent Sardòs                                                  | 43° 54′ 02″ N, 1° 08′ 07″ E / 43.900453°N,1.135252°E     | PA00095887 | Església · Vegeu més fotos d'aquest monument · Carregueu una nova foto d'aquest monument                                                         |
| Església                                                                | Inv.  | Segle XVI                        | Savenès                                                      | 43° 50′ 06″ N, 1° 11′ 42″ E / 43.83501°N,1.195062°E      | PA00095891 | Església · Vegeu més fotos d'aquest monument · Carregueu una nova foto d'aquest monument                                                         |
| Castell                                                                 | Inv.  | Segles XVII-XIX                  | Savenès                                                      | 43° 50′ 01″ N, 1° 12′ 04″ E / 43.833724°N,1.201133°E     | PA00095890 | Castell · Vegeu més fotos d'aquest monument · Carregueu una nova foto d'aquest monument                                                          |
| Dolmen                                                                  | Cat.  | Neolític                         | Sètfonts Combal                                              | 44° 10′ 39″ N, 1° 35′ 54″ E / 44.1775°N,1.5982°E         | PA00095892 | Dolmen · Vegeu més fotos d'aquest monument · Carregueu una nova foto d'aquest monument                                                           |
| Estació de Lexos                                                        | Inv.  | Segle xix                        | Varenh RD 958; veïnat de Lexos                               | 44° 08′ 33″ N, 1° 53′ 06″ E / 44.142363°N,1.885093°E     | PA82000023 | Estació de Lexos · Vegeu més fotos d'aquest monument · Carregueu una nova foto d'aquest monument                                                 |
| Antic priorat benedictí                                                 | Cat.  | Segle XIV                        | Varenh                                                       | 44° 09′ 27″ N, 1° 53′ 37″ E / 44.157479°N,1.893656°E     | PA82000005 | Antic priorat benedictí · Carregueu una nova foto d'aquest monument                                                                              |
| Porta fortificada                                                       | Cat.  |                                  | Varenh                                                       | 44° 09′ 26″ N, 1° 53′ 38″ E / 44.157278°N,1.89384°E      | PA00095901 | Porta fortificada · Vegeu més fotos d'aquest monument · Carregueu una nova foto d'aquest monument                                                |
| Maison de la Vigerie                                                    | Inv.  | Segles XVII-XVIII                | Varenh                                                       | 44° 09′ 56″ N, 1° 54′ 51″ E / 44.165586°N,1.914258°E     | PA00095900 | Maison de la Vigerie · Carregueu una nova foto d'aquest monument                                                                                 |
| Església                                                                | Cat.  | Segle XI                         | Varenh                                                       | 44° 09′ 28″ N, 1° 53′ 37″ E / 44.157838°N,1.893533°E     | PA00095899 | Església · Vegeu més fotos d'aquest monument · Carregueu una nova foto d'aquest monument                                                         |
| Antic habitatge abadal dit castell Doyenné                              | Cat.  | Segle XVI                        | Varenh                                                       | 44° 09′ 27″ N, 1° 53′ 37″ E / 44.157479°N,1.893656°E     | PA00095898 | Antic habitatge abadal dit castell Doyenné · Vegeu més fotos d'aquest monument · Carregueu una nova foto d'aquest monument                       |
| restes del castell de Belpech                                           | Inv.  | Segles XIV-XV                    | Varenh                                                       | 44° 09′ 57″ N, 1° 55′ 04″ E / 44.165831°N,1.917847°E     | PA00095897 | restes del castell de Belpech · Vegeu més fotos d'aquest monument · Carregueu una nova foto d'aquest monument                                    |
| Església                                                                | Inv.  |                                  | Vasarac                                                      | 44° 11′ 25″ N, 1° 17′ 08″ E / 44.190163°N,1.285545°E     | PA00095902 | Església · Vegeu més fotos d'aquest monument · Carregueu una nova foto d'aquest monument                                                         |
| Hôtel                                                                   | Inv.  | Segle XVIII                      | Verdun de Garona 3 rue de la Ville                           | 43° 51′ 14″ N, 1° 14′ 09″ E / 43.853937°N,1.235935°E     | PA82000020 | Hôtel · Carregueu una nova foto d'aquest monument                                                                                                |
| Torre de l'Horloge                                                      | Inv.  | Segle xix                        | Verdun de Garona                                             | 43° 51′ 08″ N, 1° 13′ 58″ E / 43.852352°N,1.232912°E     | PA00095904 | Torre de l'Horloge · Vegeu més fotos d'aquest monument · Carregueu una nova foto d'aquest monument                                               |
| Església de l'Assomption et de Saint-Michel                             | Cat.  |                                  | Verdun de Garona                                             | 43° 51′ 16″ N, 1° 14′ 08″ E / 43.854428°N,1.235642°E     | PA00095903 | Església de l'Assomption et de Saint-Michel · Vegeu més fotos d'aquest monument · Carregueu una nova foto d'aquest monument                      |
| Casa                                                                    | Inv.  | Segle xix                        | Vilabrumièr rue de l'Hôpital                                 | 43° 54′ 20″ N, 1° 27′ 16″ E / 43.905433°N,1.454546°E     | PA82000021 | Casa · Vegeu més fotos d'aquest monument · Carregueu una nova foto d'aquest monument                                                             |
| Castell                                                                 | Inv.  | Segle xix                        | Vilabrumièr route de Montauban                               | 43° 54′ 24″ N, 1° 27′ 00″ E / 43.906634°N,1.45002°E      | PA82000009 | Castell · Vegeu més fotos d'aquest monument · Carregueu una nova foto d'aquest monument                                                          |
| Colomar de Bellerive                                                    | Inv.  | Segle XVIII                      | Vilamada                                                     | 44° 05′ 21″ N, 1° 16′ 15″ E / 44.089134°N,1.27085°E      | PA00095906 | Colomar de Bellerive · Vegeu més fotos d'aquest monument · Carregueu una nova foto d'aquest monument                                             |
| Església                                                                | Inv.  | Segle XIII                       | Vilamada Place de l'Église                                   | 44° 04′ 33″ N, 1° 17′ 13″ E / 44.075773°N,1.28681°E      | PA00095905 | Església · Vegeu més fotos d'aquest monument · Carregueu una nova foto d'aquest monument                                                         |